# Cristiano, Marquês de Brandemburgo-Bayreuth
Cristiano, marquês de Brandemburgo-Bayreuth (30 de Janeiro de 1581 – 30 de Maio de 1655) foi um membro da Casa de Hohenzollern e marquês de Brandemburgo-Kulmbach (que, mais tarde, passou a chamar-se Brandemburgo-Bayreuth).
Era o mais velho dos onze filhos do príncipe-eleitor João Jorge de Brandemburgo e da sua terceira esposa, a princesa Isabel de Anhalt-Zerbst.

## Vida
Quando o marquês Jorge Frederico de Brandemburgo-Ansbach morreu sem deixar filhos em 1603, terminou a linha franconiana original dos marqueses de Brandemburgo-Ansbach-Kulmbach. Cristiano herdou Kulmbach e o seu irmão mais novo, Joaquim Ernesto recebeu Ansbach.
Esta repartição de terras já tinha sido legitimada em 1598 pelo Tratado da Casa de Gera, que foi preparado com esse objectivo. Cristiano assumiu o governo de Kulmbach ao mesmo tempo qeu Joaquim Ernesto assumiu o de Ansbach. Em 1604, Cristiano mudou a capital de governo de Kulmbach para Bayreuth e Plassenburg, no entanto, Kulmbach continuou a ser uma fortaleza regional. A partir desse momento, o principado mudou de nome de Brandemburgo-Kulmbach para Brandemburgo-Bayreuth.
Em 1606, Cristiano foi eleito coronel do circulo franconiano. Foi também um dos fundadores da União Protestante e estabeleceu uma aliança com a Suécia durante a Guerra dos Trinta Anos. O sacro-imperador Fernando II tentou retirar-lhe o governo de Bayreuth em 1635, mas não conseguiu.

## Família e descendência
No dia 29 de Abril de 1604, Cristiano casou-se em Plassenburg com a princesa Maria da Prússia, filha de Alberto Frederico, duque da Prússia. Tiveram nove filhos:
1. Isabel Leonor de Brandemburgo-Bayreuth (19 de Outubro de 1606 – 20 de Outubro de 1606), morreu com apenas um dia de vida.
2. Jorge Frederico de Brandemburgo-Bayreuth (nascido e morto a 23 de Março de 1608).
3. Ana Maria de Brandemburgo-Bayreuth (30 de Dezembro de 1609 –  8 de Maio de 1680); casada com o príncipe João António de Eggenberg; com descendência.
4. Inês Sofia de Brandemburgo-Bayreuth (19 de Julho de 1611 – 1 de Dezembro de 1611), morreu aos cinco meses de idade.
5. Madalena Sibila de Brandemburgo-Bayreuth (27 de Outubro de 1612 – 20 de Março de 1687); casada com o príncipe-eleitor João Jorge II da Saxónia; com descendência.
6. Cristiano Ernesto de Brandemburgo-Bayreuth (18 de Novembro de 1613 – 4 de Fevereiro de 1614), morreu aos quatro meses de idade.
7. Erdmann Augusto de Brandemburgo-Bayreuth (8 de Outubro de 1615 – 6 de Fevereiro de 1651), príncipe-herdeiro de Brandemburgo-Bayreuth; casado com a princesa Sofia de Brandemburgo-Ansbach; com descendência.
8. Jorge Alberto de Brandemburgo-Bayreuth (20 de Março de 1619 – 27 de Setembro de 1666), herdou Kulmbach, mas nunca reinou; casou-se primeiro com a princesa Maria Isabel de Schleswig-Holstein-Sonderburg-Glücksburg; com descendência. Casou-se depois com a princesa Sofia Maria de Solms-Baruth-Wildenfels; com descendência.
9. Frederico Guilherme de Brandemburgo-Bayreuth (11 de Maio de 1620 – 12 de Maio de 1620), morreu com apenas um dia de vida.

## Genealogia
| Cristiano de Brandemburgo-Bayreuth | Pai: João Jorge de Brandemburgo | Avô paterno: Joaquim II Heitor, Príncipe-Eleitor de Brandemburgo | Bisavô paterno: Joaquim I Nestor, Príncipe-Eleitor de Brandemburgo     |
| Cristiano de Brandemburgo-Bayreuth | Pai: João Jorge de Brandemburgo | Avô paterno: Joaquim II Heitor, Príncipe-Eleitor de Brandemburgo | Bisavó paterna: Isabel da Dinamarca, Princesa-Eleitora de Brandemburgo |
| Cristiano de Brandemburgo-Bayreuth | Pai: João Jorge de Brandemburgo | Avó paterna: Madalena da Saxónia                                 | Bisavô paterno: Jorge, Duque da Saxônia                                |
| Cristiano de Brandemburgo-Bayreuth | Pai: João Jorge de Brandemburgo | Avó paterna: Madalena da Saxónia                                 | Bisavó paterna: Bárbara da Polónia                                     |
| Cristiano de Brandemburgo-Bayreuth | Mãe: Isabel de Anhalt-Zerbst    | Avô materno: Joaquim Ernesto, Príncipe de Anhalt                 | Bisavô materno: João V, Príncipe de Anhalt-Zerbst                      |
| Cristiano de Brandemburgo-Bayreuth | Mãe: Isabel de Anhalt-Zerbst    | Avô materno: Joaquim Ernesto, Príncipe de Anhalt                 | Bisavó materna: Margarida de Brandemburgo, Duquesa da Pomerânia        |
| Cristiano de Brandemburgo-Bayreuth | Mãe: Isabel de Anhalt-Zerbst    | Avó materna: Inês de Barby-Mühlingen                             | Bisavô materno: Wolfgang I de Barby-Mühlingen                          |
| Cristiano de Brandemburgo-Bayreuth | Mãe: Isabel de Anhalt-Zerbst    | Avó materna: Inês de Barby-Mühlingen                             | Bisavó materna: Inês de Mansfeld zu Mittel-Ort                         |